# Eßbach
Eßbach es un municipio situado en el distrito de Saale-Orla, en el estado federado de Turingia (Alemania). Tiene una población estimada, a fines de 2020, de 238 habitantes.
Forma parte de la comunidad administrativa (en alemán, verwaltungsgemeinschaft) de Ranis-Ziegenrück.
Está ubicado a poca distancia al norte de la frontera con los estados de Sajonia y Baviera.